# Nekrasovit
Nekrasovit ist ein sehr selten vorkommendes Mineral aus der Mineralklasse der Sulfide und Sulfosalze. Es kristallisiert im kubischen Kristallsystem mit der chemischen Zusammensetzung Cu26V2( Sn,As,Sb)6S32 und bildet bis zu 1 μm große rundliche Körner von rotbrauner Farbe.

## Etymologie und Geschichte
Das Mineral wurde erstmals 1984 von V.A. Kolavalenker, T.L. Evstigneeva, V.S. Malov, N.V. Trubkin, A.I. Gorshkov und V.R. Geinke in der Khayragatsch-Goldlagerstätte im Tschatkal- und Quramagebirge (östliches Usbekistan) gefunden. Sie benannten es nach dem russischen Mineralogen Ivan Yakovlevich Nekrasov.

## Klassifikation
In der Systematik nach Strunz wird Nekrasovit zu den Metallsulfiden mit einem Verhältnis von Metall zu Schwefel, Selen oder Tellur von 1:1 gezählt. Nach der 8. Auflage bildet es dabei zusammen mit Colusit, Germanit, Maikainit, Morozeviczit, Germanocolusit, Ovamboit, Polkovicit, Renierit, Stibiocolusit, Sulvanit und Vinciennit eine Gruppe. In der 9. Auflage bildet es mit Colusit, Germanit, Maikainit, Germanocolusit, Ovamboit und Stibiocolusit eine Untergruppe der Sulfide mit Zink, Eisen, Kupfer oder Silber.
In der Systematik nach Dana bildet es mit Colusit, Germanocolusit und Stibiocolusit die Colusitgruppe, eine Untergruppe der Sulfosalze  mit der Zusammensetzung (A+)i (A2+)j [By Cz] (A: Metalle, B: Halbmetalle, C. Nichtmetalle) und dem Verhältnis von z/y > 4.

## Bildung und Fundorte
Nekrasovit bildet sich in Erzen in Andesit und Dazit. Es ist vergesellschaftet mit Tetraedrit, Tennantit, Luzonit, Famatinit, Pyrit, Mawsonit, Chalkopyrit, Emplektit, Laitakarit, Bismut, Calcit, Quarz und Baryt. 
Von dem sehr selten vorkommenden Mineral sind nur sieben Fundorte (Stand Juli 2010) bekannt. Neben seiner Typlokalität fand man Nekrasovit in Massa in Italien,  Shiribeshi und Shimoda in Japan, sowie in Bisbee im US-Bundesstaat Arizona.

## Kristallstruktur
Nekrasovit kristallisiert im kubischen Kristallsystem in der Raumgruppe {\displaystyle P{\bar {4}}3n} mit dem Gitterparameter a = 10,73 Å sowie einer Formeleinheit pro Elementarzelle.